# Helen Hull Jacobs
Helen Hull Jacobs (Globe, 6 agosto 1908 – 2 giugno 1997) è stata una tennista statunitense.

## Biografia
Vinse quattro competizioni all'U.S. Open di tennis (singolare femminile), tutte consecutive, dal 1932 al 1935:
| Anno | Torneo                 | Avversario in finale | Punteggio             |
| 1932 | U.S. Open di tennis    | Carolin Babcock      | 6-2, 6-2              |
| 1933 | U.S. Open di tennis(2) | Helen Wills Moody    | 8-6, 3-6, 3-0, ritiro |
| 1934 | U.S. Open di tennis(3) | Sarah Palfrey        | 6-1, 6-4              |
| 1935 | U.S. Open di tennis(4) | Sarah Palfrey        | 6-2, 6-4              |

Nell'anno seguente, 1936, riuscì a battere Hilde Sperling 6-2, 4-6, 7-5 aggiudicandosi il singolare femminile al Wimbledon
Non riuscì nella stessa impresa all'Open di Francia perdendo in finale per due volte, la prima nel 1930 contro Helen Wills Moody la seconda diversi anni più tardi, nel 1934, contro Margaret Scriven.
Ricoprì il grado di capitano di fregata durante la seconda guerra mondiale. Per quanto riguarda il suo rank la Hull fu fra le prime dieci dal 1928 al 1939 raggiungendo la numero uno nel 1936.

## Riconoscimenti
- International Tennis Hall of Fame,[2] 1962